# Onthophagus turpidus
Onthophagus turpidus är en skalbaggsart som beskrevs av Edmund Reitter 1887. Onthophagus turpidus ingår i släktet Onthophagus och familjen bladhorningar. Inga underarter finns listade i Catalogue of Life.